# الخريبة (إربد)
الخريبة هي قرية أردنية تتبع للواء بني كنانة في إربد شمال الأردن. وتقع هذه القرية على بعد 13 كلم شمال اربد، وتحيط بها عدة قرى هي السيلة والقصفة جنوباً، وبرشتا وسد الوحدة شمالاً، وعزريت وحبراص غرباً، وخرجا شرقاً.
تكثر فيها زراعة الزيتون.

## السكان
يبلغ عدد سكانها أكثر من أربع آلاف نسمة يعمل معظمهم في الزراعة والتجارة والوظائف الحكومية والقوات المسلحة.

## الزراعة
تعتبر الخريبة من المناطق الزراعية الخصبة و يكثر فيها زراعة الزيتون حيث تشتهر القرية بجودة زيت الزيتون فيها .